# Frank Braña
Francisco Braña Pérez (Pola de Allande, Astúries; 24 de febrer de 1934 - Majadahonda; 13 de febrer de 2012) —va ser un actor espanyol conegut pels seus papers en pel·lícules de western —en les quals va compartir rodatge amb actors com Clint Eastwood, Charlton Heston i William Holden, i directors com Sergio Leone, Rafael Romero Marchent i José Antonio de la Loma—, de terror i de acció.
Des de molt jove va treballar, a més de com a pastor, en les mines, en les quals va emmalaltir de silicosi, malaltia crònica que li va fer allunyar-se de la professió en 2004. Abans d'iniciar-se com a actor va ser declarat no apte per a l'exèrcit i va arribar a treballar com a xofer. La seva trajectòria en diferents pel·lícules es va caracteritzar per un elevat nombre de morts en pantalla dels seus personatges, un total de 164 al llarg de la seva carrera. Va morir a l'hospital Puerta de Hierro de Majadahonda. Poc abans de la seva defunció, al desembre de 2011, havia estat homenatjat en el Festival de Western d'Almeria.

## Premis
- Premi Kino al Millor Actor Principal en 2008, atorgat per la Universitat de Navarra, per la seva actuació en el curtmetratge El viejo y el mar, del guionista i realitzador Enrique Rodríguez.[8]
- Premi d'Honor pòstum del 8è Festival de Cinema Asturià celebrat a Oviedo en 2013.[9]

## Filmografia
| Títol                                                      | Any  | Director                                  |
| ---------------------------------------------------------- | ---- | ----------------------------------------- |
| Café de Chinitas                                           | 1960 | Gonzalo Delgrás                           |
| Rei de reis                                                | 1961 | Nicholas Ray                              |
| Il conquistatore di Maracaibo                              | 1961 | Eugenio Martín, como Jean Martin          |
| Accidente 703                                              | 1962 | José María Forqué                         |
| Horizontes de luz                                          | 1962 | León Klimovsky                            |
| Los conquistadores del Pacífico                            | 1963 | José María Elorrieta                      |
| Rififí en la ciudad                                        | 1963 | Jesús Franco                              |
| Juego de hombres                                           | 1963 | José Luis Gamboa                          |
| Han robado una estrella                                    | 1963 | Xavier Setó                               |
| El valle de los hombres de piedra                          | 1963 | Alberto De Martino                        |
| La tumba del pistolero                                     | 1964 | Amando de Ossorio                         |
| I due violenti                                             | 1964 | Primo Zeglio                              |
| El hombre de la diligencia                                 | 1964 | José María Elorrieta                      |
| Brandy                                                     | 1964 | José Luis Borau                           |
| La carga de la policía montada                             | 1964 | Ramón Torrado                             |
| Los siete bravísimos                                       | 1964 | León Klimovsky                            |
| Los rurales de Texas                                       | 1964 | Primo Zeglio                              |
| El señor de La Salle                                       | 1964 | Luis César Amadori                        |
| Jandro                                                     | 1964 | Julio Coll                                |
| Per un grapat de dòlars                                    | 1964 | Sergio Leone                              |
| Tierra de fuego                                            | 1965 | Jaime Jesús Balcázar                      |
| Fuerte perdido                                             | 1965 | José María Elorrieta                      |
| La frontera de Dios                                        | 1965 | César Fernández Ardavín                   |
| El proscrito del río Colorado                              | 1965 | Maury Dexter                              |
| Joaquín Murrieta                                           | 1965 | George Sherman                            |
| Der letzte Mohikaner                                       | 1965 | Harald Reindl                             |
| Una bara per lo sceriffo                                   | 1965 | Mario Caiano                              |
| Adiós gringo                                               | 1965 | Giorgio Stegani                           |
| Dos contra Al Capone                                       | 1965 | Giorgio Simonelli                         |
| El secreto del capitán O'Hara                              | 1965 | Arturo Ruiz Castillo                      |
| La mort tenia un preu                                      | 1965 | Sergio Leone                              |
| El bo, el lleig i el dolent                                | 1966 | Sergio Leone                              |
| El precio de un hombre                                     | 1966 | Eugenio Martín                            |
| Per il gusto di uccidere                                   | 1966 | Tonino Valerii                            |
| Ringo del Nebraska                                         | 1966 | Antonio Román i Mario Bava (no acreditat) |
| Jugando a morir                                            | 1966 | José Hernández Gan                        |
| Mestizo                                                    | 1966 | Julio Buchs                               |
| Sugar Colt                                                 | 1966 | Franco Giraldi                            |
| El halcón y la presa                                       | 1966 | Sergio Sollima                            |
| Comando de asesinos                                        | 1966 | Julio Coll                                |
| El halcón de Castilla                                      | 1966 | José María Elorrieta                      |
| El hombre que mató a Billy el Niño                         | 1967 | Julio Buchs                               |
| Se sei vivo spara                                          | 1967 | Giulio Questi                             |
| Silencio                                                   | 1967 | Rafael Moreno Alba, curtmetratge          |
| Requiescant                                                | 1967 | Carlo Lizzani                             |
| Faccia a faccia                                            | 1967 | Sergio Sollima                            |
| Una bruja sin escoba                                       | 1967 | José María Elorrieta                      |
| Un hombre vino a matar                                     | 1967 | León Klimovsky                            |
| Quindici forche per un assassino                           | 1968 | Nunzio Malasomma                          |
| Commando suicida                                           | 1968 | Camillo Bazzoni                           |
| C'era una volta il West                                    | 1968 | Sergio Leone                              |
| Tutto per tutto                                            | 1968 | Umberto Lenzi                             |
| Ringo il cavalliere solitario                              | 1968 | Rafael Romero Marchent                    |
| 'Una pistola per cento bare                                | 1968 | Umberto Lenzi                             |
| Tre supermen a Tokio                                       | 1968 | Bitto Albertini                           |
| Lo voglio morto                                            | 1968 | Paolo Bianchi                             |
| Dos hombres van a morir                                    | 1968 | Rafael Romero Marchent                    |
| I quattro dell'Ave María                                   | 1968 | Giuseppe Colizzi                          |
| Tú perdonas... yo no                                       | 1968 | Giuseppe Colizzi                          |
| La residencia                                              | 1969 | Narciso Ibañez Serrador                   |
| La morte sull'alta collina                                 | 1969 | Fernando Cerchio                          |
| Il prezzo del potere                                       | 1969 | Tonino Valerii                            |
| El zorro justiciero                                        | 1969 | Rafael Romero Marchent                    |
| La muchacha del Nilo                                       | 1969 | José María Elorrieta                      |
| Johnny Ratón                                               | 1969 | Vicente Escrivá                           |
| I diaboli di la guerra                                     | 1969 | Bitto Albertini                           |
| Garringo                                                   | 1969 | Rafael Romero Marchent                    |
| El vengador del Sur                                        | 1969 | Mario Siciliano                           |
| Il magnífico Robin Hood                                    | 1970 | Roberto Bianchi                           |
| Persecución hasta Valencia                                 | 1970 | Julio Coll                                |
| La muerte de un presidente                                 | 1970 | Tonino Valerii                            |
| Golpe de mano (Explosión)                                  | 1970 | José Antonio de la Loma                   |
| Santo contra los asesinos de la mafia                      | 1970 | Manuel Bengoa                             |
| Che fanno i nostri supermen tra le vergini della giungla?  | 1970 | Bitto Albertini                           |
| In il nombre del padre del figlio y del colt               | 1970 | Mario Bianchi                             |
| Manos torpes                                               | 1970 | Rafael Romero Marchent                    |
| I Leopardi de Churchill                                    | 1971 | Maurizio Pradeaux                         |
| El bosque del lobo                                         | 1971 | Pedro Olea                                |
| Gli fumavano le Colt... lo chiamavano Camposanto           | 1971 | Giuliano Carnimeo                         |
| La redada                                                  | 1971 | José Antonio de la Loma                   |
| Misión secreta en el Caribe                                | 1971 | Enrique L. Eguiluz                        |
| La folie des grandeurs                                     | 1971 | Gérard Oury                               |
| Una nuvola di polvere.. un grido di morte.. arriva Sartana | 1971 | Giuliano Carnimeo, como Anthony Ascott    |
| Necrophagus                                                | 1971 | Miguel Madrid                             |
| Nicolás y Alejandra                                        | 1971 | Franklin J. Schaffner                     |
| Una chica casi decente                                     | 1971 | Germán Lorente                            |
| Campeones del ring                                         | 1972 | José A. Venegas                           |
| Timanfaya                                                  | 1972 | José Antonio de la Loma                   |
| Mano rápida                                                | 1972 | Frank Bronston                            |
| La presa y la buitre                                       | 1972 | Rafael Romero Marchent                    |
| Los buitres cavarán tu fosa                                | 1972 | Juan Bosch                                |
| Hai sbagliato... dovevi uccidermi subito!                  | 1972 | Mario Bianchi                             |
| Crimen de amor                                             | 1972 | Rafael Moreno Alba                        |
| La guerrilla                                               | 1972 | Rafael Gil                                |
| Una bala marcada                                           | 1972 | Juan Bosch                                |
| Triángulo                                                  | 1972 | Rafael Moreno Alba                        |
| Hai sbagliato... dovevi ucciderme subito!                  | 1972 | Mario Bianchi                             |
| Dio in cielo... Arizona in terra                           | 1972 | Juan Bosch                                |
| El más fabuloso golpe del Far-West                         | 1972 | José Antonio de la Loma                   |
| ...e cosi divennero i tre supermen del west                | 1973 | Italo Martinenghi                         |
| Crypt of the living dead                                   | 1973 | Ray Danton                                |
| El misterio de la momia egipcia                            | 1973 | Alejandro Martí                           |
| Santo contra el Doctor Muerte                              | 1973 | Rafael Romero Marchent                    |
| Verflucht, dies Amerika / La banda de Jaider               | 1973 | Volker Vogeler                            |
| Un dólar de recompensa                                     | 1973 | Rafael Romero Marchent                    |
| Oi teleftaioi tou Rupel                                    | 1973 | Grigoris Grigoriou                        |
| Le amazzoni - donne d'amore e di guerra                    | 1973 | Alfonso Brescia                           |
| Demasiados muertos para Tex                                | 1973 | Jorge Martín                              |
| La tumba de la isla maldita                                | 1973 | Julio Salvador                            |
| Las violentas                                              | 1974 | Fernando Miranda                          |
| Open Season                                                | 1974 | Peter Collinson                           |
| La testa del serpente                                      | 1974 | Jose Gutiérrez Maesso                     |
| El ataque de los muertos sin ojos                          | 1974 | Amando de Ossorio                         |
| El último viaje                                            | 1974 | José Antonio de la Loma                   |
| Vacaciones sangrientas                                     | 1974 | Juan Jaime Bernós                         |
| Los hijos de Scaramouche                                   | 1974 | Jorge Martín                              |
| Los fríos senderos del crimen                              | 1974 | Carlos Aured                              |
| Tarzán y el tesoro de Kawana                               | 1974 | José Truchado                             |
| El último proceso en París                                 | 1974 | José Antonio Canalejas                    |
| Muerte de un quinqui                                       | 1975 | León Klimovsky                            |
| Metralleta 'Stein'                                         | 1975 | José Antonio de la Loma                   |
| La última jugada                                           | 1975 | Aldo Sambrell                             |
| In nome del padre, del figlio e della Colt                 | 1975 | Mario Bianchi                             |
| Kilma, reina de las amazonas                               | 1975 | M. I. Bonns                               |
| Si quieres vivir... dispara                                | 1975 | José María Elorrieta                      |
| El clan de los inmorales                                   | 1975 | José Gutiérrez Maesso                     |
| Gritos de la noche                                         | 1976 | Juan Piquer Simón                         |
| El misterio de la perla negra                              | 1976 | Mario Orozco                              |
| El alijo                                                   | 1976 | Ángel del Pozo                            |
| Las alimañas                                               | 1976 | Amando de Ossorio                         |
| Fantasma en el Oeste                                       | 1976 | Antonio Margheritti                       |
| Viaje al centro de la Tierra                               | 1976 | Juan Piquer Simón                         |
| Train special pour SS                                      | 1977 | Alain Payet                               |
| La llamada del sexo                                        | 1977 | Tulio Demichelli                          |
| La promesa                                                 | 1977 | (Ángel del Pozo)                          |
| Perros callejeros                                          | 1977 | José Antonio de la Loma                   |
| Missile X - Geheimauftrag Neutronenbombe                   | 1978 | Leslie H. Martinson                       |
| Savana violenza carnale                                    | 1979 | Roberto Bianchi Montero                   |
| Supersonic Man                                             | 1979 | Juan Piquer Simón                         |
| Los cántabros                                              | 1980 | Paul Naschy                               |
| Buitres sobre la ciudad                                    | 1980 | Gianni Siragusa                           |
| El lobo negro                                              | 1981 | Rafael Romero Marchent                    |
| Misterio en la isla de los monstruos                       | 1981 | Juan Piquer Simón                         |
| Las muñecas del King Kong                                  | 1981 | Alfredo B. Crevenna                       |
| Duelo a muerte                                             | 1981 | Rafael Romero Marchent                    |
| Mil gritos tiene la noche                                  | 1982 | Juan Piquer Simón                         |
| Los diablos del mar                                        | 1982 | Juan Piquer Simón                         |
| Ni te cases ni te embarques                                | 1982 | Javier Aguirre                            |
| Hundra                                                     | 1983 | Matt Cimber                               |
| Los nuevos extraterrestres                                 | 1983 | Juan Piquer Simón                         |
| Guerra sucia                                               | 1984 | Juan Piquer Simón                         |
| Goma-2                                                     | 1984 | José Antonio de la Loma                   |
| Historie d'O chapitre 2                                    | 1984 | Éric Rochart                              |
| Yellow Hair and the Fortress of Gold                       | 1984 | Matt Cimber                               |
| Tex e il signore degli abissi                              | 1985 | Duccio Tessari                            |
| Yo, "El Vaquilla"                                          | 1985 | José Antonio de la Loma                   |
| Slugs, muerte viscosa                                      | 1985 | Juan Piquer Simón                         |
| Luna de lobos                                              | 1987 | Julio Sánchez Valdés                      |
| Siesta                                                     | 1987 | Mary Lambert                              |
| Oro fino                                                   | 1988 | José Antonio de la Loma                   |
| Superagentes en Mallorca                                   | 1990 | José Luis Merino                          |
| La grieta                                                  | 1990 | Juan Piquer Simón                         |
| Don Juan, mi querido fantasma                              | 1990 | Antonio Mercero                           |
| La mansión de Cthulhu                                      | 1991 | Juan Piquer Simón                         |
| Dynigar                                                    | 1991 | Saed Assasi                               |
| Manoa, la ciudad de oro                                    | 1998 | Juan Piquer Simón                         |
| El escarabajo de oro                                       | 1999 | Vicente J. Martín                         |
| El invierno de las anjanas                                 | 2000 | Pedro Telechea                            |
| Maestros                                                   | 2000 | Oscar del Caz                             |
| Tiovivo c. 1950                                            | 2004 | José Luis Garci                           |
| El viejo y el mar                                          | 2005 | Enrique Rodríguez                         |
| Carla                                                      | 2008 | K. Prada                                  |

## Sèries de televisió
| Sèries de Televisió | Sèries de Televisió                    | Sèries de Televisió      | Sèries de Televisió | Sèries de Televisió                |
| Any                 | Títol                                  | Paper                    | Notes               | Cadena                             |
| ------------------- | -------------------------------------- | ------------------------ | ------------------- | ---------------------------------- |
| 1964                | I due violenti                         |                          | Paper secundari     |                                    |
| 1975                | Dallas                                 | ranxer                   | secundari           | CBS                                |
| 1978                | Curro Jiménez (1 episodi)              | Diego                    | coprotagonista      | TVE (1 episodi)                    |
| 1978                | El juglar y la reina (1 episodi, 1978) | Don Juan                 | Coprotagonista      | minisèrie de televisió (1 episodi) |
| 1981                | Gorilas a todo ritmo                   | Jack                     | coprotagonista      | telefilm                           |
| 1985                | Black Arrow                            | Sykes                    | coprotagonista      | telefilm                           |
| 1995                | Los ladrones van a la oficina          |                          | coprotagonista      | sèrie Antena 3 (1 episodi)         |
| 1997                | La casa de los líos                    | Jaime Grelos             | coprotagonista      | sèrie Antena 3 (1 episodi)         |
| 1998                | Il figlio di Sandokan                  | pirata                   | coprotagonista      | minisèrie de televisió             |
| 2008                | Martes de carnaval                     | El Babieca/El Enterrador | Principal           | (2 episodis, 2008)                 |